# Wujkowate

Schemat użyłkowania skrzydła właściwy dla większości gatunków

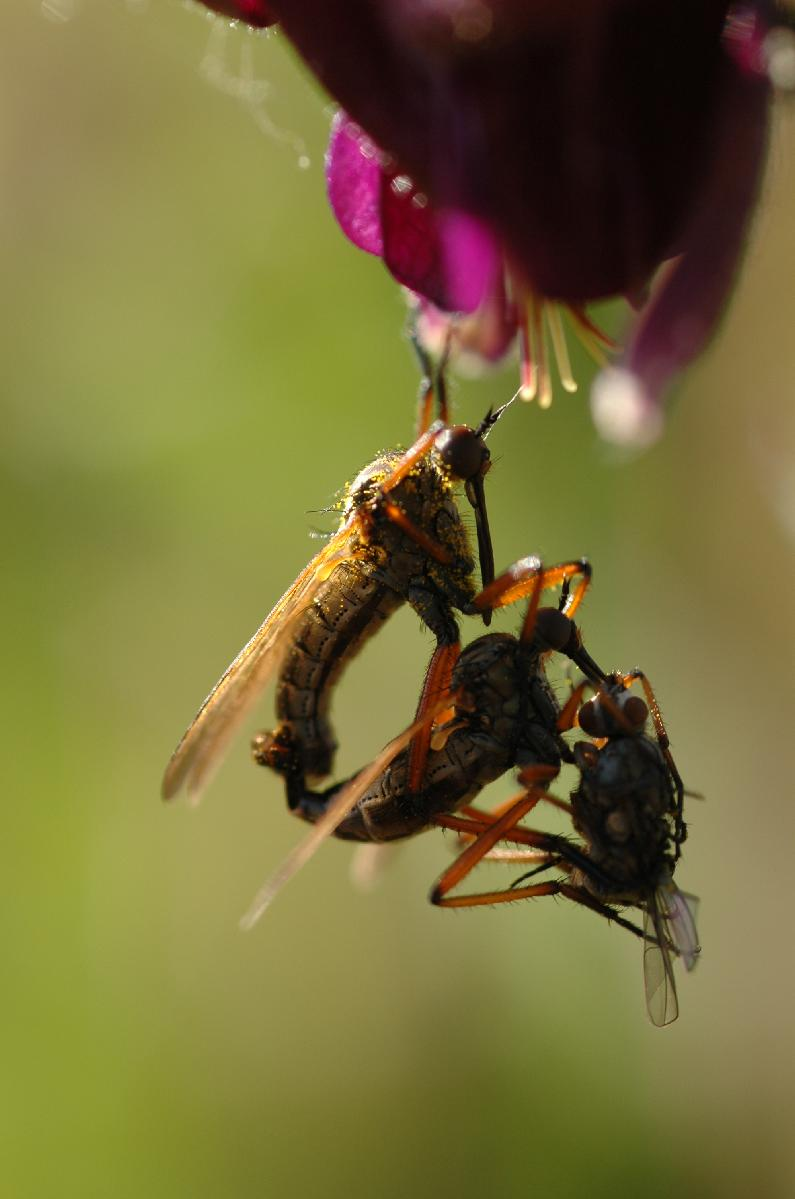
Samiec kopulujący z samicą spożywającą jego podarek

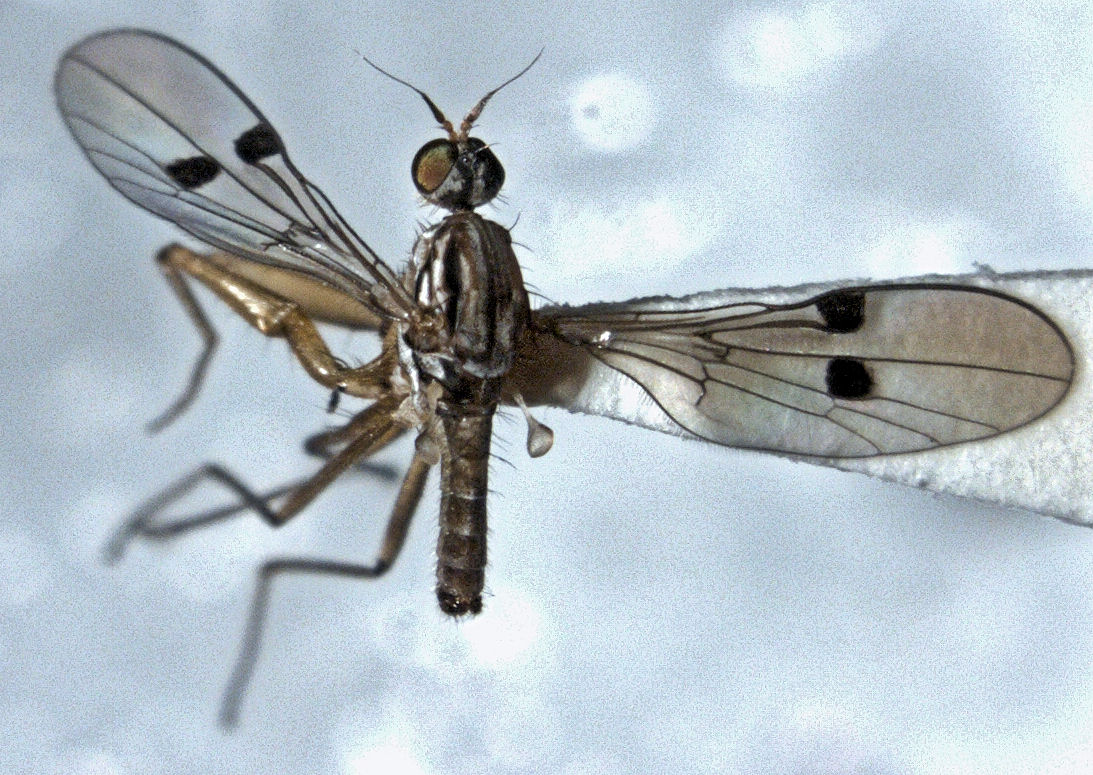
Chelipoda mirabilis

Wujkowate (Empididae) – rodzina owadów z rzędu muchówek. Ich larwy są drapieżne. Dorosłe zwykle również drapieżne, niektóre jednak odżywiają się pyłkiem lub nektarem. Rozwój przechodzą w różnych wilgotnych środowiskach lądowych i wodnych. Dorosłe osobniki części gatunków tworzą chmary. Samce z podrodziny nominatywnej znane są z wręczania samicom podarunków, np. w postaci upolowanej ofiary. Szczególnie liczne są w rejonach chłodniejszych i górskich. Opisano ponad 3000 gatunków, z których w Polsce występuje blisko 300.

## Opis
Wujkowate w szerokim rozumieniu obejmują muchówki długości od 1 do 15 mm, o głowie wyposażonej w duże oczy złożone, ryjek, jednoczłonowe głaszczki. Zwykle ich warga górna uzbrojona jest w ostrza. Z reguły samce są holoptyczne, a samice dychoptyczne. Tułów najczęściej jest szerszy od głowy i widziany od góry wielokątny w obrysie. Oszczecinienie głowy i tułowia zwykle jest ograniczone. Odwłok jest prawie walcowaty i zwykle wydłużony. Narządy rozrodcze samców mogą być symetryczne, w różnym stopniu asymetrycznie przekręcone, a nawet wtórnie symetryczne.
Dla wujkowatych w ścisłym znaczeniu nie rozpoznano wyraźnych cech apomorficznych. Należące tu gatunki mają powiększone przedpiersie formujące mostek przedbiodrowy i zwykle normalnie rozgałęzioną żyłkę R4+5. Samice zwykle mają proste przysadki odwłokowe i teleskopowe końcowe elementy odwłoka. U samców albo przysadki mają formę walwowatą, albo hypandrium jest spłaszczone lub kilowate.

## Biologia i ekologia
Do rodziny tej należą muchówki drapieżne, polujące na różne owady, a także roztocze i skoczogonki. Niektóre z nich odwiedzają kwiaty, żywiąc się nektarem lub pyłkiem. Larwy, również drapieżne, rozwijają się w wilgotnej glebie, odchodach, gnijącym drewnie, a przedstawiciele Hemerodromiinae i Clinocerinae w różnych środowiskach wodnych, jak strumienie, rzeki i źródła.
Pojaw dorosłych niektórych gatunków jest zsynchronizowany tak, że tworzą one chmary. Przedstawiciele Empidinae charakteryzują się odbywaniem skomplikowanych rytualnych lotów godowych, podczas których samce wręczają samicom podarunek. W zależności od gatunku może to być upolowana ofiara, różnego rodzaju niejadalny przedmiot lub tylko pusty balon uformowany z wydzieliny.

## Rozprzestrzenienie
Grupa kosmopolityczna, szczególnie liczna w gatunki w strefach chłodniejszych i górskich. Opisano ponad 3000 gatunków. W Polsce stwierdzono 278 gatunków (zobacz: wujkowate Polski).

## Systematyka
Wujkowate klasyfikowane są w nadrodzinie Empidoidea, która wraz z Cyclorrhapa tworzy klad Eremoneura. W tradycyjnym rozumieniu do wujkowatych zaliczano wszystkie Empoidea z wyjątkiem błyskleniowatych, jednak tak rozumiane były taksonem parafiletycznym i w 1983 Chvála rozdzielił je jako pierwszy na kilka rodzin. Krysiak w pracy z 2006 wymienia 6 podrodzin: Oreogetoninae, Empidinae, Hemerodromiinae, Clinocerinae, Brachystomatinae, Ceratomerinae. Morfologiczna analiza filogenetyczna Sinclaira i Cumminga pozwoliła podzielić dawne wujkowate na 4 osobne, monofiletyczne rodziny: Atelestidae, Hybotidae, Brachystomatidae i Empididae. Wspomniane przez Krysiak Ceratomerinae znalazły się w Brachystomatidae, a Oreogetoninae uznano za parafiletyczny zbiór kladów o niejasnej pozycji. Rozdział na 4 rodziny potwierdziła molekularna analiza Moultona i Wiegmanna z 2007.
W klasyfikacji Sinclaira i Cumminga wujkowate w ścisłym sensie podzielono na trzy podrodziny:
- Empididnae
- Hemerodromiinae
- Clinocerinae

Ponadto rozpoznano kilka grup o niepewnej pozycji. Należały doń rodzaje: Dipsomyia, Hormopeza, Hydropeza, Ragas, Zanclotus, Brochella, Philetus, Dryodromia, Hesperempis i Toreus. Wyniki badań Moultona i Wiegmanna podważają monofiletyzm Clinocerinae oraz wskazują na bliskie pokrewieństwo Empididnae i Hemerodromiinae, jednocześnie rozpoznając całe Empididae s. str. jako monofiletyczne.